# Lärkesholm
Lärkesholm är ett gods i Örkelljunga kommun.
Lärkesholm är ett gammalt danskt gods. På 1700-talet köptes godset av Anders von Reiser och efter hans död 1782 den av honom bildade Reiserska stiftelsen. Till gården hörde då omkring 1.700 hektar jord och en kvarn.